# Sundown (Gordon Lightfoot)
Sundown è un album in studio del cantautore canadese Gordon Lightfoot, pubblicato nel 1974.

## Tracce
Side 1
1. Somewhere U.S.A. – 2:50
2. High and Dry – 2:12
3. Seven Island Suite – 6:00
4. Circle of Steel – 2:45
5. Is There Anyone Home – 3:15

Side 2 
1. The Watchman's Gone – 4:25
2. Sundown – 3:45
3. Carefree Highway – 3:45
4. The List – 3:00
5. Too Late for Prayin' – 4:15